# Kitty Hartl
Kitty Hartl est une directrice artistique indépendante d'événements culturels et de spectacle.
En 2010 elle participe au film Tournée de Mathieu Almaric (primé pour la mise en a scène à Cannes en 2010 ) en tant que consultante.
Elle est directrice artistique du Cabaret New Burlesque qu'elle a créé en 2004 au lieu unique[Quoi ?] à Nantes.
En 2022 et 2023 elle est directrice artistique de la Nuit blanche à Paris.